# علی غلامی (بازیکن فوتبال)
علی غلامی (زاده ۱۴ شهریور ۱۳۷۴ در لمسک،گرگان) بازیکن فوتبال ایرانی است که در باشگاه فوتبال سپاهان اصفهان در لیگ برتر بازی می‌کرد.او برادر بزرگتر عارف غلامی است.<ref>«پروفایل علی غلامی در سایت سازمان لیگ برتر». بایگانی‌شده از اصلی در ۲۳ ژوئن ۲۰۱۶. دریافت‌شده در ۳ ژوئن ۲۰۱۶.<